# 주제통각검사
주제통각검사(主題統覺檢査, TAT, Thematic Apperception Test)는 어떤 불완전한 인물을 등장시키거나 애매모호한 상황을 표현한 그림을 제시하고 이에 대해서 그 상황이나 등장인물 등과 관련하여 과거, 현재, 미래의 타임라인을 설정하여 피검자가 본인의 나름대로의 이야기를 만들어내도록 함으로써 개인의 내적욕구 또는 동기 또는 주제 환경에 대한 수용된 지각인 통각(統覺)이나 투사 등의 방어기제에 관한 중요한 정보를 교환하는 것을 목적으로 하는 심리검사이다. 아동용 주제통각검사(CAT, Children Apperception Test)도 있다. 일반적으로 주되게 대인 관계의 역학관계에 초점을 맞춘 투사 기법으로 분류된다.
한편 코헨의 카파 상관계수를 추가 적용함으로써 고도의 심층적인 주제통각검사(TAT)반응을 해석해 볼 수도 있다.

## 백지
TAT에는 백지인 그림이 검사 및 제시용으로 있다. 피검자는 보다 자유로운 즉 제약이 없는 상황에서 이야기를 서술할 수 있다.

## 역사
TAT는 1930년대 미국의 심리학자인 헨리 A. 머레이 (Henry A. Murray)가 개발했으며 하버드 대학 (Harvard University)의 하버드 클리닉 (Harvard Clinic)의 정신 분석가 크리스티아나 모간 (Christiana D. Morgan)에 의해 임상에 활용되었다. 에피소드로는 TAT에 대한 아이디어는 머레이 (Murray)의 학부생 세실리아 로버츠 (Cecilia Roberts)가 한 질문에서 나왔다고도 한다. 그녀는 아들이 아팠을 때 잡지에 실린 이미지를 통해 이에관한 이야기를 만드는 데 보냈으며 머레이(Murray)에게 사진이 인성의 기본 역학을 탐구하기 위해 임상 환경에서 사용될 수 있는지 질문했다고 전해진다.

## 같이 보기
- 로샤검사
- 벤더-게슈탈트 검사(BGT)
- 문장완성검사(SCT)
- 지능검사
- 상담심리학
- 임상심리학